# Ummidia asperula
Ummidia asperula är en spindelart som först beskrevs av Simon 1889.  Ummidia asperula ingår i släktet Ummidia och familjen Ctenizidae.
Artens utbredningsområde är Venezuela. Inga underarter finns listade i Catalogue of Life.